# Дучимін
Дучимін (пол. Duczymin) — село в Польщі, у гміні Хожеле Пшасниського повіту Мазовецького воєводства.
Населення — 226 осіб (2011).
У 1975-1998 роках село належало до Остроленцького воєводства.

## Демографія
Демографічна структура станом на 31 березня 2011 року:
|          | Загалом | Допрацездатний вік | Працездатний вік | Постпрацездатний вік |
| -------- | ------- | ------------------ | ---------------- | -------------------- |
| Чоловіки | 116     | 22                 | 83               | 11                   |
| Жінки    | 110     | 24                 | 65               | 21                   |
| Разом    | 226     | 46                 | 148              | 32                   |